# Michael Kleff
Michael Kleff (* 1952) ist ein deutscher Journalist und Autor.

## Wirken
Seit 1983 arbeitet Kleff als freier Journalist für den WDR und den DLF. Als Autor und Musikredakteur gewann er mit einem Buch über die Burg-Waldeck-Festivals 2008 den Preis der Deutschen Schallplattenkritik.
Kleff lebt als Radioproduzent, Moderator, Journalist und Autor in Bonn und Mount Kisco, New York. Er war von 1998 bis 2014 Chefredakteur der Musikzeitschrift Folker.

## Politik
Kleff trat 1968 den Deutschen Jungdemokraten bei. Er war zunächst Landesvorsitzender in Nordrhein-Westfalen, 1976/77 stellvertretender Bundesvorsitzender und Schatzmeister der Jungdemokraten. Er war Mitarbeiter des linksliberalen „Pools“ im Deutschen Bundestag, dem die Abgeordneten Helga Schuchardt und Gerhart Baum angehörten. 1978 war er Mitbegründer des „Liberalen Zentrums“ in Köln. 1982 trat er wegen der „Wende“ aus der FDP aus und wurde Mitglied der Liberalen Demokraten. Für kurze Zeit war er Mitglied von „Bündnis 90/Die Grünen“.

## Schriften
- mit Roland Appel (Hrsg.): Grundrechte verwirklichen Freiheit erkämpfen. 100 Jahre Jungdemokrat*innen. Ein Lesebuch über linksliberale und radikaldemokratische Politik von Weimar bis ins 21. Jahrhundert 1919–2019. Academia, Baden-Baden 2019, ISBN 978-3-89665-800-5.
- mit Hans-Eckardt Wenzel (Hrsg.): Kein Land in Sicht. Gespräche mit Liedermachern und Kabarettisten der DDR (1989–1992). Ch. Links, Berlin 2019, ISBN 978-3-96289-038-4.
- Die Burg Waldeck Festivals. 1964–1969. Chansons, Folklore international. Erinnerungen. Der Stoff aus dem Legenden sind. Bear Family, Hambergen 2008, ISBN 978-3-89916-394-0.
- Hard travelin‘. Das Woody-Guthrie-Buch. Mit Gratis-CD. Palmyra, Heidelberg 2002.
- (Red.): Beschlüsse und Materialien / Europäisches Forum Jugendinitiativen. Bonn 13.–17. September 1989. Stiftung Mitarbeit, Bonn 1990.
- (Hrsg.): Jugendprotest im demokratischen Staat. Bericht und Arbeitsmaterialien der Enquetekommission des Deutschen Bundestages. Bundeszentrale für Politische Bildung, Bonn 1983, ISBN 3-921352-99-1.